# Robersart
Robersart és un municipi francès, situat a la regió dels Alts de França, al departament del Nord. L'any 2006 tenia 164 habitants.

## Demografia
| 1962                                       | 1968 | 1975 | 1982 | 1990 | 1999 |
| ------------------------------------------ | ---- | ---- | ---- | ---- | ---- |
| 135                                        | 152  | 150  | 144  | 137  | 170  |
| Des de 1962: població sense dobles comptes |      |      |      |      |      |

## Administració
| Període | Identitat       | Partit |
| ------- | --------------- | ------ |
| 2001-   | André Jacquinet |        |